# 手順前後
手順前後（てじゅんぜんご）とは、主に二人零和有限確定完全情報ゲームで用いられる用語で、一方の手番において2つの着手のいずれを先に指すか、その手順の逆転を表す言葉である。

## 概要
3人以上が参加するゲームでは、プレイヤーAの着手に対してプレイヤーBの応手を考える上で、一時的にAに敵対もしくはプレイヤーCに同盟する応手を取るか、Aに同盟もしくはCに敵対する応手を取るかは不可知である。
不確定ゲームでは、偶然の要素があるため一方の着手が他方より適切であるかを完全に判断することはできない。不完全情報ゲームでも不確定ゲーム同様、相手の手札などが伏せられているために相手の応手を完全に判断することはできない。このような状況では手順前後の影響を完全に先読みすることは不可能であり、二人零和有限確定完全情報ゲーム以外ではあまり手順前後という言葉が用いられることはない。ただし、麻雀における好牌先打などのように、手順の逆転によって好影響が期待できることに由来した用語がゲーム個別に設けられている場合もある。

## 囲碁・将棋
囲碁や将棋では、手順の逆転によってその後の局面に大きな悪影響を与えること、つまり、Aを先に着手してBを後にすると適切な応手がないが、Bを先に着手してAを後にすると適切な応手があるために、先にBを着手してしまったことによって有利な展開に持ち込めないような場面を指すことが多い。例えば、将棋で頓死する、詰将棋で詰むべきものが詰まない、詰碁で死活の結果が変わってくるといった具合である。

## 連珠・チェス
連珠やチェスなどでも手順の逆転によって悪影響を与える場合に手順前後と呼ばれることは同様であるが、チェスのオープニングに関連した用語、トランスポーズ（ある定跡に沿ったつもりが、手順を間違えたことによって別の定跡となること）やトランスポジション（手順を間違えた結果、同一局面となること）を説明する上で手順前後という言葉が用いられるように、必ずしも手順の逆転が悪影響を与えることのみを指すわけではない。

## 転用
ゲーム以外の場面においても、説明や考えの順序が逆転している場合や、その逆転によって適切な結果が得られないようなことを指して手順前後と呼ぶことがある。